# Ponç d'Ortafà
Ponç d'Ortafà (ca. 1170 - 1246?) fou un trobador nascut a Ortafà, poble rossellonès prop d'Elna, a la Catalunya del Nord, d'on era senyor.

## Vida
Fill de Grimau d'Ortafà i de Brunisenda, tingué un germà anomenat Pere que fou ardiaca d'Elna (mort el 1247). Es casà amb Saurina de Tatzó, amb qui tingué tres fills: Ponç, Grimau i Alisenda.

## Obra
Només es conserven dues cançons seves.
- (379,1)[1] En aissi cum la naus en mar
- (379,2) Si ai perdut mon saber (amb música conservada en el cançoner R; peça transmesa per bastants cançoners, alguns l'assignen a Raimbaut de Vaqueiras o a Pons de Capduelh)

El començament de la primera recorda les comparacions marineres que tan sovint feia servir Ausiàs March.
```
Enaissi com la naus en mar,
destrecha d'ondas e de vens,
que s'i sent tan fort perilhar
que selhs de dins an grans turmens.

```

La segona és una cançó en la qual el trobador, com és freqüent en aquest gènere, es troba totalment sotmès a la dama, que sovint no respon a allò que ell n'espera. En aquest cas, a més, Ponç d'Ortafà mostra la seva discreció: no explica a ningú qui és la dama que té el seu cor presoner. Segueix estrictament, per tant, les lleis de l'amor cortès.
| I Si ai perdut mon saber qu'a penas sai on m'estau, ni sai d'on ven ni on vau, ni que·m fau le jorn ni·l ser; e soi d'aital captinensa que no velh ni posc dormir, ni·m plai viure ni morir, ni mal ni be no m'agensa. II A per pauc no·m desesper o no·m ren monge Jau, o no·m met dins una frau on hom no·m pogues vezer. Quar trahitz soi en crezensa de cella qu'ieu plus dezir, que·m fa suspiran languir quar ni franh ma convinensa. III Ja mai non cug joi haver ni un jorn estar suau, pos midons m'a solatz brau ni me torn'en non caler. No sai on m'aia guirensa: com plus ieu pes e cossir que·il pogues en grat servir, adoncs creis sa malvolensa. IV A gran tort me fai doler, qu'ieu sia pendut en trau si ja segui autr'esclau pos m'ac pres en son poder ni fis endreig lieis faillensa; mas sol aitan, so malbir, quar la tem e n'aus ben dir e quar li port benvolensa. V Per re no·m posc estener qu'ieu no l'am et non la lau, quar la gensor qu'on mentau es, e non ment e dic ver; ab que prezes penendensa dels turmens que·m fai sufrir; e si's denhes convertir er complida sa valensa. VI Ieu soi aissel que no tensa ab sidons, ni no m'azir, ni·m sai de res enardir mas de so qu'a leis agensa. VII E soi sel que fai semensa, e sai celar e cobrir miels qu'autre drutz, e grazir qui·m fa secors ni valensa. | I Tant he perdut el meu saber que a penes sé on sóc, ni sé d'on vinc ni on vaig, ni què em faig el dia i la nit; i sóc de tal manera que no vetllo ni puc dormir, ni em plau viure ni morir, ni el mal ni el bé no m'agraden. II Per poc no em desespero i em faig monjo de Jau, o em fico dins una afrau on ningú no em pugui veure. Perquè he estat traït en la confiança d'aquella que més desitjo, que em fa sospirant llanguir perquè trenca el meu pacte. III Ja mai penso goig tenir ni un dia estar tranquil, ja que la meva dama em dona tracte dur i em menysprea. No sé on trobar guariment: com més penso i reflexiono com poder servir-la al seu gust, aleshores creix sa malevolència. IV Amb gran injustícia em fa mal, que jo sigui penjat d'una biga si jo he seguit altra petjada des que m'ha pres en el seu poder i no he comès falta contra ella només això, això veig, perquè la temo i goso parlar-ne bé i perquè li tinc benevolència. V Per res no em puc estar d'estimar-la i lloar-la, perquè la més gentil que es pugui dir és, i no menteixo i dic veritat; amb que prengués penediment dels turments que em fa sofrir; i es dignés penedir-se seria perfecte son valor. VI Jo sóc aquell que no discuteix amb la seva dama, i no m'irrito, i solament sé atrevir-me a allò que a ella li agrada. VII I sóc aquell que va sembrant, i sé amagar i cobrir millor que cap altre amant, i agrair qui em dona ajut i valença. |